# Jonna Luthman
Jonna Luthman (* 15. Oktober 1998) ist eine ehemalige schwedische Skirennläuferin. Sie startete als Allrounderin in allen Disziplinen.

## Karriere
Luthman gab ihr internationales Renndebüt am 18. November 2014 bei einem FIS-Slalom in Kiruna. Ihr erstes internationales Großereignis bestritt sie wenige Monate später. Beim Europäisches Olympisches Winter-Jugendfestival in Vorarlberg und Liechtenstein schied sie jedoch sowohl im Riesenslalom als auch im Slalom aus. Mit der Mannschaft wurde sie 15. Einen ersten Achtungserfolg erzielte sie, als sie bei den Olympischen Jugend-Winterspielen in Lillehammer Platz 11 im Super-G erreichte.
Am 26. Oktober 2019 gab Luthman beim Riesenslalom von Sölden ihr Weltcupdebüt, wobei sie jedoch bereits im ersten Durchgang ausschied. Bis zu diesem Zeitpunkt war sie hauptsächlich bei FIS-Rennen an den Start gegangen.
Bei den Weltmeisterschaften 2021 gewann Luthman überraschend mit der schwedischen Mannschaft die Silbermedaille, wobei sie als Ersatzläuferin ohne Einsatz blieb.
Ihren ersten Podestplatz im Europacup feierte Luthman am 10. Februar 2022, als sie beim Riesenslalom von Kopaonik den dritten Platz belegte. Wenige Wochen später gewann sie in Crans-Montana ihren ersten Weltcuppunkt, als sie in der Abfahrt den 30. Platz belegte.
Am. 2. März 2023 gab Luthman überraschend ihren Rücktritt vom Wettkampfsport bekannt. Als Grund gab ihr fehlende Motivation an. Zudem hatte sie sich zu Ende der vorangegangenen Saison eine schwere Knieverletzung zugezogen.

## Erfolge

### Weltmeisterschaften
- Cortina d’Ampezzo 2021: 2. Mannschaft, DNQ Parallelrennen

### Weltcup
- Eine Platzierung unter den besten 30

### Juniorenweltmeisterschaften
- Davos 2018: DNF Super-G, DNF Riesenslalom, DNF Slalom, DNF Alpine Kombination
- Val di Fassa 2019: DNF Super-G, DNF Riesenslalom, DNF Alpine Kombination

### Europacup
- 2 Podestplätze

### Olympische Jugend-Winterspiele
- Lillehammer 2016: 9. Mannschaft, 11. Super-G, DNF Riesenslalom, DNF Slalom, DNQ Alpine Kombination

### Nor-Am Cup
- Eine Platzierung unter den besten 5

### Europäisches Olympisches Winter-Jugendfestival
- Vorarlberg/Liechtenstein 2015: 15. Mannschaft, DNF Riesenslalom, DNF Slalom

### Weitere Erfolge
- Bronze bei den Schwedischen Meisterschaften im Super-G (2016 & 2019)
- 6 Siege bei FIS-Rennen